# Конска
Ко́нска (болг. Конска) — село в Болгарии. Находится в Перникской области, входит в общину Брезник. Население составляет 109 человек.

## География
Село находится в Граовско Поле, в 6 км от города Брезник, по дороге в Трын, в селе живут более 109 человек.
Над селом возвышается возвышенность с лаконичным названием «Камыш».

## Политическая ситуация
Конска подчиняется непосредственно общине и не имеет своего кмета.
Кмет (мэр) общины Брезник — Христо Димитров Миленков (коалиция в составе 4 партий; Болгарская социал-демократия (БСД), Болгарская социалистическая партия (БСП), Движение за права и свободы (ДПС), союз патриотических сил «Защита») по результатам выборов в правление общины.

## Достопримечательности
В селе есть трасса для квадроциклов, пейнтбольное поле и страусиная ферма, а также аквапарк с водными горками разного размера, джакузи.